# جغرافيا نيكاراغوا

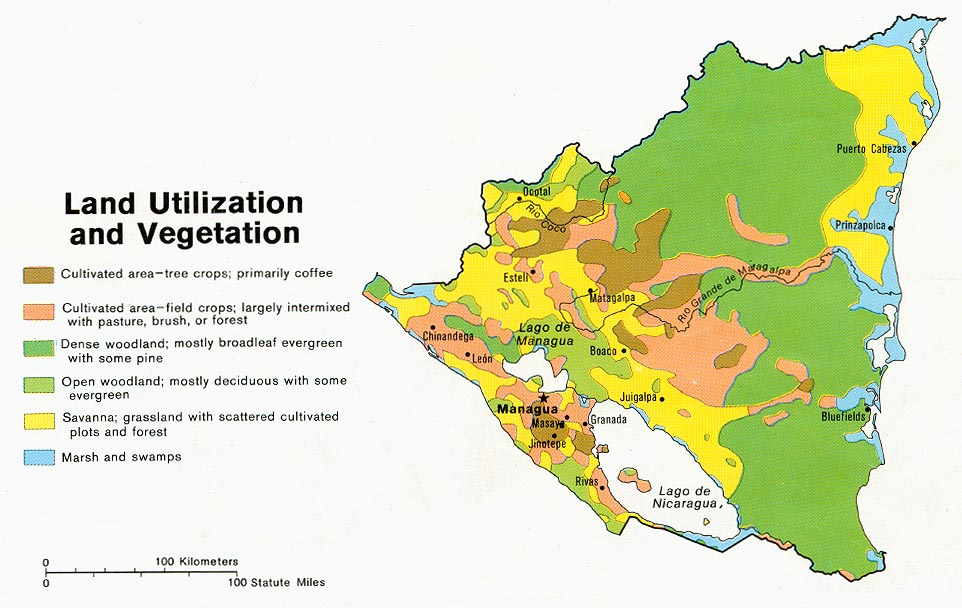
خريطة استخدامات الأراضي في نيكاراغوا ، 1979

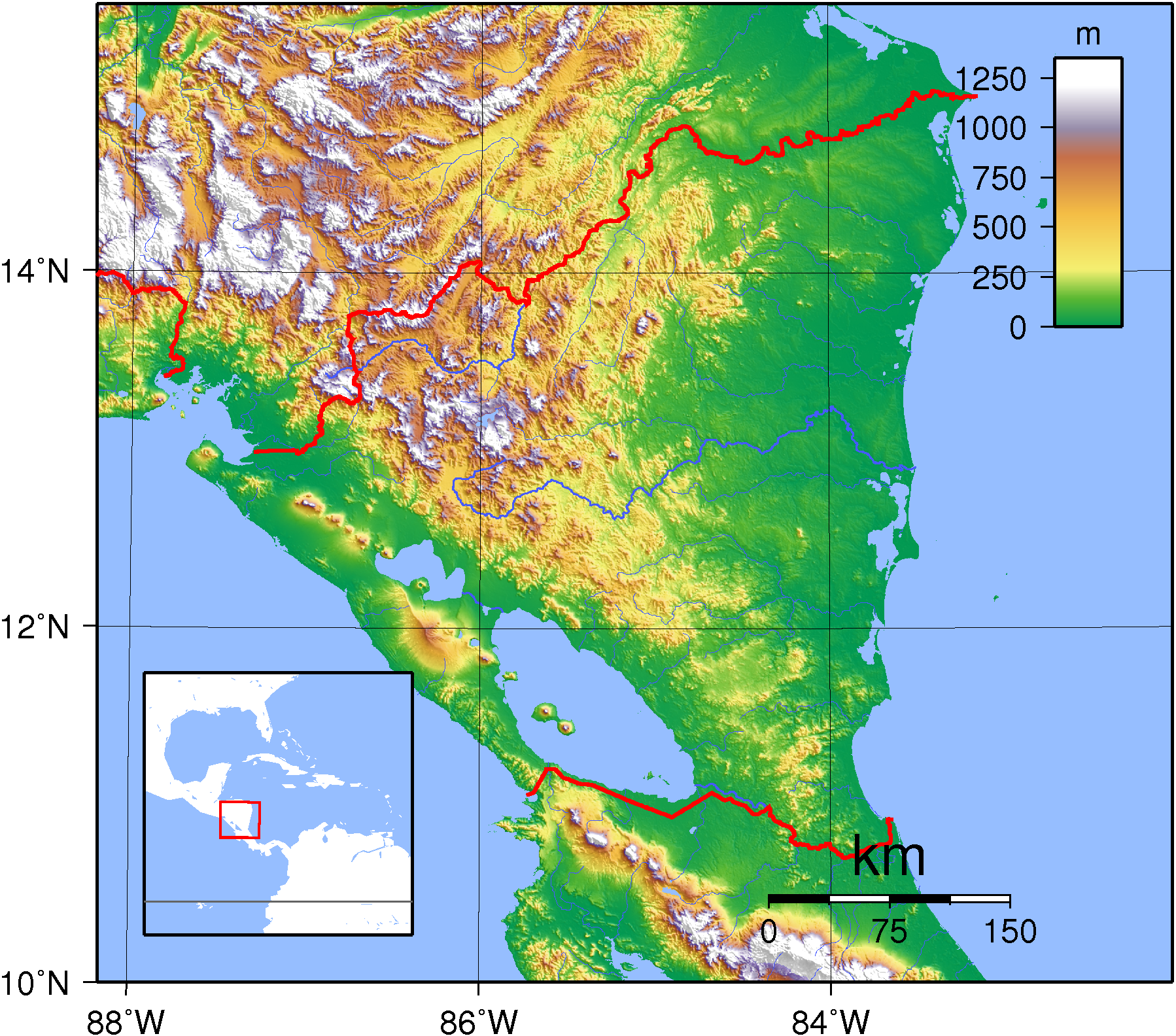
تضاريس نيكاراغوا

نيكاراغوا خريطة مناطق تصنيف مناخ كوبن

نيكاراغوا (رسميًا جمهورية نيكاراغوا ريبوبليكادي نيكاغراغوا تلفظ بالإسبانية: ‎/reˈpuβlika ðe nikaˈɾaɣwa/‏ وهي بلد في أمريكا الوسطى، على الحدود مع كل من البحر الكاريبي وشمال المحيط الهادئ، بين كوستاريكا وهندوراس. نيكاراغوا هي أكبر دولة في أمريكا الوسطى من حيث المساحة.
تغطي نيكاراغوا مساحة إجمالية قدرها 130.370 كيلومترًا مربعًا (119990 كيلومترًا مربعًا منها مساحة أرضية) وتحتوي على مجموعة متنوعة من المناخات والتضاريس. تقسمها الجغرافيا الطبيعية للبلاد إلى ثلاث مناطق رئيسية: الأراضي المنخفضة في المحيط الهادئ، والمرتفعات الوسطى الأكثر رطوبة والأبرد، والأراضي المنخفضة في منطقة البحر الكاريبي.

## المناطق الطبيعية

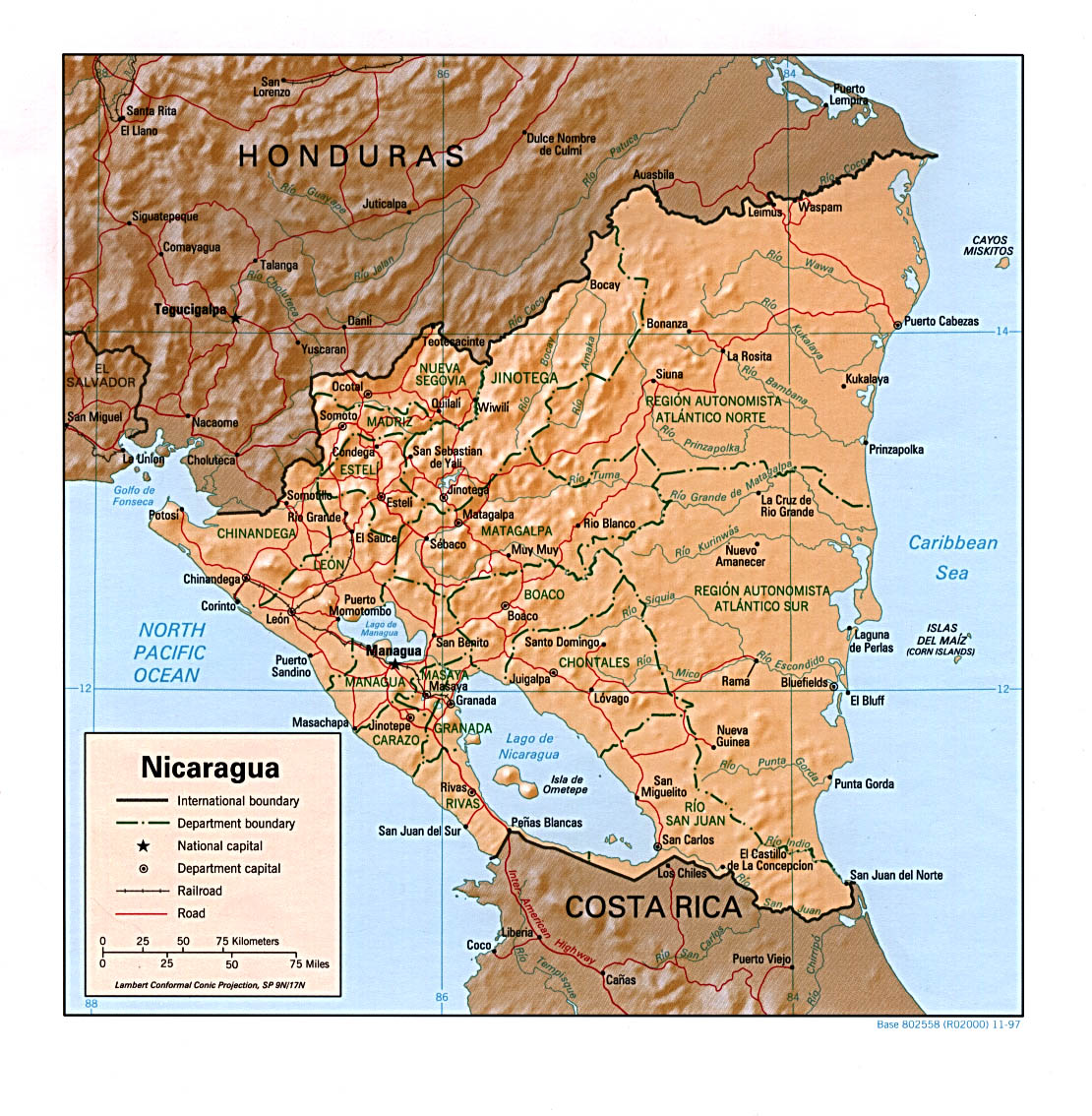
خريطة إغاثة مظللة لنيكاراغوا

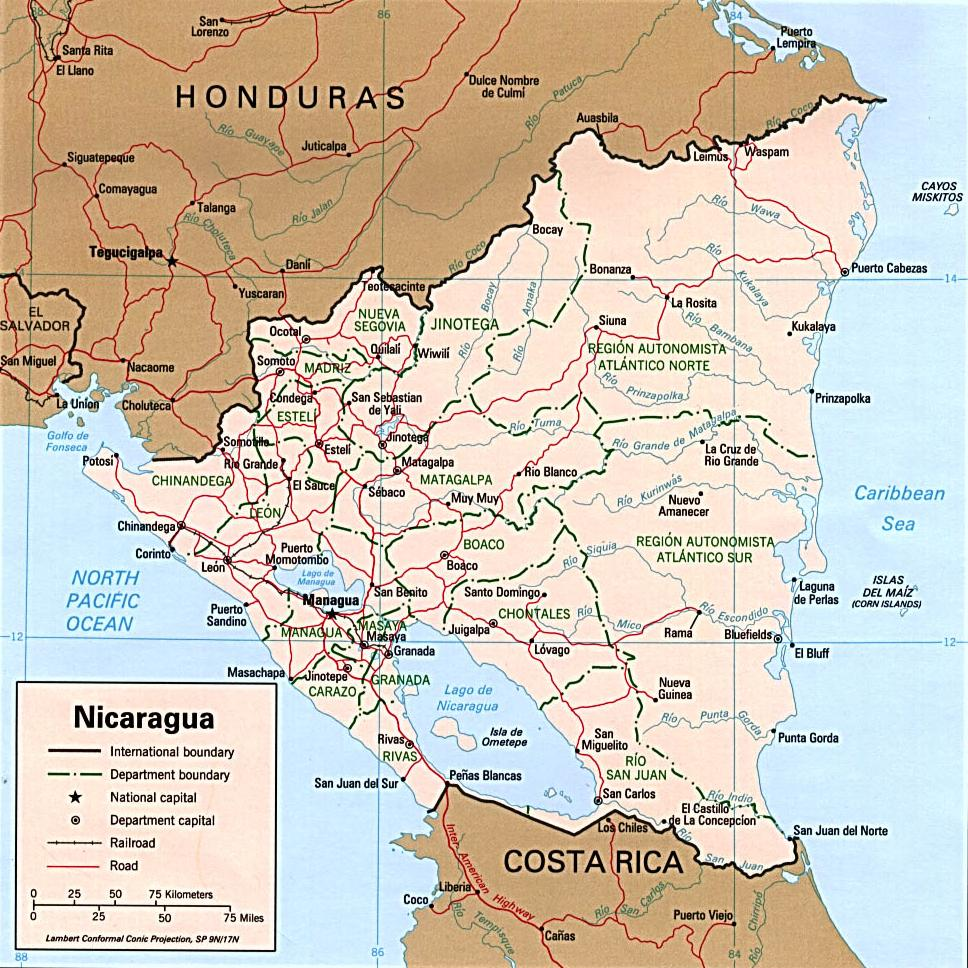
الخريطة السياسية لنيكاراغوا

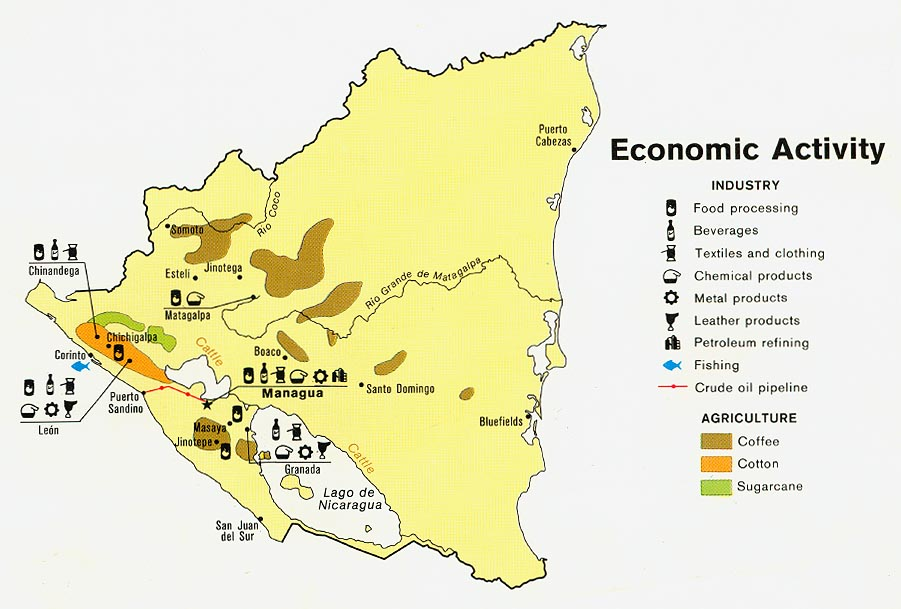
خريطة النشاط الاقتصادي لنيكاراغوا ، 1979

المناطق الطبيعية هي كما يلي:

### الأراضي المنخفضة في المحيط الهادئ
تمتد الأراضي المنخفضة في المحيط الهادئ على مسافة 75 كيلومترًا داخليًا من ساحل المحيط الهادئ. معظم المنطقة مسطحة، باستثناء سلسلة من البراكين، والتي لا يزال العديد منها نشطًا، ويمتد بين خليج فونسيكا وبحيرة نيكاراغوا.. تقع هذه القمم غربًا لكسرة قشري كبير أو صدع هيكلي يشكل منخفضًا طويلًا وضيقًا يمر جنوب شرقًا عبر المضيق من خليج فونسيكا وبحيرة نيكاراغوا. إلى ريو سان خوان.
تشغل الصدع جزئيًا أكبر بحيرات المياه العذبة في أمريكا الوسطى: لاغو دي ماناغوا (بطول 56 كيلومترًا وعرض 24 كيلومترًا) ولاغو دي نيكاراغوا (بطول 160 كيلومترًا وعرضها 75 كيلومترًا). ينضم إلى هاتين البحيرتين نهر ريو تيبيتابا، الذي يتدفق جنوبًا إلى لاغو دي نيكاراغوا. تصب بحيرة نيكاراغوا بدورها في ريو سان خوان (الحدود بين نيكاراغوا وكوستاريكا)، والتي تتدفق عبر الجزء الجنوبي من الأراضي المنخفضة المتصدعة إلى البحر الكاريبي.
يشكل وادي ريو سان خوان ممرًا طبيعيًا بالقرب من مستوى سطح البحر عبر مضيق نيكاراغوا من البحر الكاريبي إلى لاغو دي نيكاراغوا والصدع. من الحافة الجنوبية الغربية من لاغو دي نيكاغورا، لا يبعد سوى تسعة عشر كيلومترًا عن المحيط الهادئ. كان هذا الطريق يعتبر بديلاً محتملاً لقناة بنما في أوقات مختلفة في الماضي.
تحيط بالبحيرات وتمتد إلى الشمال الغربي منها على طول الوادي المتصدع إلى جولفودي فونسيكا وهي سهول منخفضة خصبة غنية بالرماد البركاني من البراكين القريبة. هذه الأراضي المنخفضة مكتظة بالسكان ومزروعة بشكل جيد. يقع غرب منطقة البحيرة مباشرة على خط ضيق من التلال والبراكين المغطاة بالرماد والتي تفصل البحيرات عن المحيط الهادئ. هذا الخط هو الأعلى في الجزء المركزي بالقرب من مدينتي ليون وماناغوا.
نظرًا لوقوع غرب نيكاراغوا حيث تصطدم صفيحتان تكتونيتان رئيسيتان، فإنها تخضع للزلازل والانفجارات البركانية. على الرغم من أن الانفجارات البركانية الدورية تسببت في أضرار زراعية من الأبخرة والرماد، إلا أن الزلازل كانت أكثر تدميراً للحياة والممتلكات. تحدث مئات الصدمات كل عام، بعضها يسبب أضرارًا جسيمة. تم تدمير العاصمة ماناغوا فعليًا في عام 1931 ومرة أخرى في عام 1972.

### المرتفعات الوسطى
المنطقة المثلثة المعروفة باسم المرتفعات الوسطى تقع شمال شرق وشرق الأراضي المنخفضة في المحيط الهادئ. تتكون هذه الجبال الوعرة من تلال بارتفاع 900 إلى 1809 أمتار وغابة مختلطة من خشب البلوط والصنوبر تتناوب مع الوديان العميقة التي تصب في المقام الأول باتجاه البحر الكاريبي. يتدفق عدد قليل جدًا من الجداول المهمة غربًا إلى المحيط الهادئ. تلك التي تفعل ذلك تكون شديدة الانحدار وقصيرة وتتدفق بشكل متقطع.
المنحدرات الغربية الجافة نسبيًا للمرتفعات الوسطى، التي تحميها تلال المرتفعات من الرياح الرطبة في منطقة البحر الكاريبي، مزارعين من منطقة المحيط الهادئ منذ العصور الاستعمارية. تعد المنحدرات الشرقية من أكثر الأماكن رطوبة في العالم، حيث إنها رطبة جدًا للزراعة، ولها اقتصاد وتهيمن عليه استخراج الأخشاب للبناء.

### الأراضي المنخفضة في منطقة البحر الكاريبي
تشكل الأراضي المنخفضة في شرق الكاريبي في نيكاراغوا منطقة واسعة بشكل مبالغ فيه (تحتل أكثر من 50 في المائة من الأراضي الوطنية) ولا تزال منطقة منخفضة منخفضة الاستقرار تُعرف باسم كوستا دي موسكيتوس (ساحل ميسكيتو). تعتبر الأراضي المنخفضة في منطقة البحر الكاريبي أحيانًا مرادفًا لمقاطعة زيلايا السابقة، والتي تنقسم الآن إلى منطقة الساحل الشمالي الكاريبي المستقلة (منطقة الحكم الذاتي لساحل شمال البحر الكاريبي) ومنطقة الساحل الجنوبي لمنطقة البحر الكاريبي ار أي سي سي اس وتشكل حوالي 45 في المائة من أراضي نيكاراغوا.
هذه الأراضي المنخفضة هي منطقة حارة ورطبة تشمل السهول الساحلية والنتوءات الشرقية للمرتفعات الوسطى والجزء السفلي من حوض ريو سان خوان. التربة بشكل عام قاحلة وغير خصب تسود سافانا الصنوبر والنخيل جنوبا حتى لاغونا دي بيرلاس. تتميز الغابات الاستوائية المطيرة بخصائصها الممتدة من لاجونا دي بيرلاس إلى ريو سان خوان، في المناطق الداخلية الغربية من السافانا، وعلى طول الأنهار عبر السافانا.
توجد التربة الخصبة فقط على طول السدود الطبيعية والسهول الفيضية الضيقة للعديد من الأنهار، بما في ذلك إسكونديدو وريو غراندي دي ماتاجالبا وبرينزابولكا وكوكو، وعلى طول العديد من الجداول الصغرى التي ترتفع في المرتفعات الوسطى وتعبر المنطقة في طريقها إلى مجمع الخلجان الضحلة والبحيرات والمستنقعات المالحة على ساحل البحر الكاريبي.

## مناخ
تختلف درجات الحرارة قليلاً باختلاف الفصول في نيكاراغوا وهي إلى حد كبير دالة على الارتفاع. «الأرض الساخنة» هي سمة من سمات التلال والأراضي المنخفضة من مستوى سطح البحر إلى حوالي 750 متر (2,461 قدم) من الارتفاع. في الليل تنخفض درجات الحرارة إلى 21 إلى 24 °م (69.8 إلى 75.2 °ف) معظم أيام السنة.9خمخمحت
تعتبر تييرا تمبلادا، أو «الأرض المعتدلة»، من سمات معظم المرتفعات الوسطى، حيث تتراوح الارتفاعات بين 750 و 1,600 متر (2,461 و 5,249 قدم) . «الأرض الباردة» على ارتفاعات تزيد عن 1,600 متر (5,249 قدم) ، توجد فقط على أعلى قمم المرتفعات الوسطى وبالقرب منها. متوسطات النهار في هذه المنطقة هي 22 إلى 24 °م (71.6 إلى 75.2 °ف) ، مع أدنى مستوياته ليلاً أقل من 15 °م (59 °ف) .

### هطول الأمطار
يختلف هطول الأمطار بشكل كبير في نيكاراغوا. تعتبر الأراضي المنخفضة في منطقة البحر الكاريبي الجزء الأكثر رطوبة في أمريكا الوسطى، حيث تتلقى ما بين 2,500 و 6,500 مليمتر (98.4 و 255.9 بوصة) من المطر سنويًا. تتلقى المنحدرات الغربية للمرتفعات الوسطى والأراضي المنخفضة في المحيط الهادئ كمية أقل من الأمطار السنوية، حيث يتم حمايتها من الرياح التجارية المحملة بالرطوبة في منطقة البحر الكاريبي من خلال قمم المرتفعات الوسطى.
متوسط هطول الأمطار السنوي للوادي المتصدع والمنحدرات الغربية للمرتفعات يتراوح من 1,000 إلى 1,500 مليمتر (39.4 إلى 59.1 بوصة) . هطول الأمطار موسمي - مايو حتى أكتوبر هو موسم الأمطار، وديسمبر حتى أبريل هي الفترة الأكثر جفافا.
خلال موسم الأمطار، يتعرض شرق نيكاراغوا لفيضانات غزيرة على طول الروافد العليا والوسطى لجميع الأنهار الرئيسية. بالقرب من الساحل، حيث تتسع مجاري الأنهار وتكون ضفاف الأنهار والسدود الطبيعية منخفضة، تتسرب مياه الفيضانات إلى السهول الفيضية حتى تصبح أجزاء كبيرة من الأراضي المنخفضة طبقات متواصلة من المياه. غالبًا ما تتعرض قطع الأراضي الزراعية على ضفاف النهر لأضرار بالغة، ونفوق عدد كبير من حيوانات السافانا أثناء هذه الفيضانات.
يتعرض الساحل أيضًا للعواصف الاستوائية المدمرة والأعاصير، خاصة من يوليو إلى أكتوبر. غالبًا ما تسبب الرياح العاتية والفيضانات المصاحبة لهذه العواصف تدميرًا كبيرًا للممتلكات. بالإضافة إلى ذلك، قد تكتسح الأمطار الغزيرة (التي تسمى عواصف الباباغايو) المصاحبة لمرور الجبهة الباردة أو منطقة الضغط المنخفض من الشمال عبر كل من شرق وغرب نيكاراغوا (خاصة الوادي المتصدع) من نوفمبر حتى مارس.
كما تتسبب الأعاصير أو الأمطار الغزيرة في المرتفعات الوسطى حيث دمرت الزراعة الكثير من الغطاء النباتي الطبيعي في إلحاق أضرار جسيمة بالمحاصيل وتآكل التربة. في عام 1988، أجبر إعصار جوان مئات الآلاف من النيكاراغويين على الفرار من منازلهم وتسبب في أضرار تجاوزت المليار دولار أمريكي، معظمها على طول ساحل البحر الكاريبي في تشرين الثاني (نوفمبر) 2020، ضرب إعصاران رئيسيان: إيتا وإوتا، اليابسة في نفس المواقع تقريبًا في أسابيع متتالية، مما تسبب في مقتل مئات في جميع أنحاء منطقة البحر الكاريبي وتسبب في أضرار بملايين الدولارات.

## إحصائيات
منطقة:
المجموع: 130.370 كم 2
الأرض: 119254 كم 2
الماء: 10.380 كم 2
النقاط المتطرفة
أقصى نقطة شمالية: شمال ليوا سيرب
أقصى نقطة جنوبيًا: ترينيداد، ريو سان خوان
أقصى نقطة في الغرب: ساحل المحيط الهادئ في خليج فونسيكا، قسم تشينانديغا
أقصى نقطة في الشرق: أرخبيل ميسكيتو كايز ، منطقة ساحل شمال الكاريبي المتمتعة بالحكم الذاتي أدنى نقطة: المحيط الهادي 0 م أعلى نقطة: موغوتون 2438 م
استخدام الأراضي: الأراضي الصالحة للزراعة: 14.57٪ محاصيل دائمة: 1.76٪. أخرى: 83.66٪ (2011.)
الأراضي المروية: 942.4 كم 2 (2011)
إجمالي موارد المياه المتجددة: 196.6 كم 3 (2011)
المطالبات البحرية المنطقة المتاخمة : 24 ميل بحري (44.4 كـم؛ 27.6 ميل)  البحر الإقليمي : 12 ميل بحري (22.2 كـم؛ 13.8 ميل) المنطقة الاقتصادية الخالصة : 123,881 كيلومتر مربع (47,831 ميل2)

## بيئة
نيكاراغوا معرضة للزلازل المدمرة والبراكين والانهيارات الأرضية وأحيانًا الأعاصير الشديدة. وهي تواجه حاليًا إزالة الغابات وتآكل التربة وتلوث المياه. وهي طرف في اتفاقية الأمم المتحدة الإطارية بشأن تغير المناخ، وبروتوكول كيوتو - تغير المناخ، وحظر التجارب النووية، وحماية طبقة الأوزون، ووقعت على قانون البحار ولم تصدق عليه.

## روابط خارجية
- صور ومعلومات عن البراكين في نيكاراغوا